# Open Design Alliance
Die Open Design Alliance (ODA) ist eine gemeinnützige Organisation, die seit 1998 Software für den Datenaustausch entwickelt. Dazu gehört das Produkt Teigha für den Datenaustausch im CAD-Bereich.

## Formate
Die ODA entwickelt das Produkt Teigha für die zwei Hauptdateiformate für die Programmiersprache C++:
- DWG/DXF (AutoCAD)
- DGN (Bentley Systems)

Zudem gibt es Erweiterungspakete:
- Teigha BIM erweitert um Architekturobjekte (RVT und RFA-Format)
- Teigha Civil erweitert um Ingenieurobjekte im DWG-Format
- Teigha Mechanical erweitert um Maschinenbau-Objekte im DWG-Format

## Geschichte
Die ODA wurde im Februar 1998 als OpenDWG Alliance gegründet, mit der ersten Veröffentlichung von Code auf der Grundlage der Autodirekt Bibliotheken. 2002 wurde die OpenDWG-Bibliothek in DWGdirect umbenannt und die Allianz in Open Design Alliance umbenannt.
Im November 2006 verklagte Autodesk die ODA, weil DWGdirect die Marke Autodesk verletzt hätten, weil sie das Wort AutoCAD in die DWG-Dateien schrieben. Im April 2007 wurde die Klage fallengelassen. Die ODA entfernte die Unterstützung für den TrustedDWG-Code aus seinen DWGdirect-Bibliotheken und Autodesk reduzierte in AutoCAD 2008 die Warnmeldung.
2008 wurden DGN-Dateien mit DGNdirect unterstützt.
Im April 2010 wurde DWGdirect in Teigha for .dwg Dateien umbenannt, OpenDWG wurde umbenannt in  'Teigha Classic'  und DGNdirect wurde in  'Teigha für .dgn Dateien'  umbenannt.

## Mitglieder der Allianz (Auszug)
- Adobe Inc.
- Allplan
- Bentley Systems
- Bricsys
- Cadwork
- Dassault Systèmes
- ESRI
- Gräbert
- Graphisoft
- HP Inc.
- Intergraph
- Jacobs Engineering
- Microsoft
- Oracle Corporation
- Siemens
- SolidWorks
- Tekla
- VariCAD
- Verizon
- Vectorworks
- ZWCAD

Die ODA hat über 1000 Mitglieder aus den IT-Bereichen BIM, CAD und Web.